# 瓜切內
3°08′N 76°23′W / 3.133°N 76.383°W

瓜切內（西班牙語：Guachené），是哥倫比亞的城鎮，位於該國西南部考卡省，距離波帕揚89公里，面積392平方公里，海拔高度852米，2005年人口19,553。